# Hellmut Waßmer
Hellmut Waßmer (* 17. Juli 1926 in Rheinfelden; † 20. Juli 2014 ebenda) war ein deutscher Berufsschulpädagoge. Er war langjährig Vorsitzender des badischen Berufsschullehrer- sowie des badischen Jugendherbergsverbandes. Die Jugendherberge in Lörrach trägt seit 2015 seinen Namen.

## Leben und Wirken
Nach seiner Ausbildung begann Waßmer im Oktober 1948 als Lehrer in der Abteilung Nahrungsmittel an der Gewerbeschule Lörrach, wo er bis zu seiner Pensionierung im Jahr 1991 tätig war. Waßmer unterrichtete in den Bereichen Fleisch und Mehl, legte 1951 in Freiburg die Staatsprüfung für das Lehramt an Beruflichen Schulen ab und übernahm im Jahr 1971 die Leitung der Abteilung Nahrung. Im August 1980 übernahm er als Oberstudiendirektor die Leitung der Gewerbeschule Lörrach bis zu seiner Pensionierung im Jahr 1991. 
Hellmut Waßmer war zusätzlich in der Lehrerausbildung sowie der Lehrplanarbeit tätig und wurde zum Sprecher der Gewerbeschulleiter Südbadens gewählt. Im Berufsverband der Lehrer an Beruflichen Schulen Baden-Württembergs war er Landesbezirksvorsitzender für Südbaden.
Waßmer wurde bereits 1949 Mitglied des Deutschen Jugendherbergsverbandes und ein Jahr später Leiter des Lörracher Ortsverbandes des DJV. 1971 wurde er zum stellvertretenden Vorsitzenden und 1975 zum Vorsitzenden des Landesverbandes Baden gewählt. 
Er überzeugte Oberbürgermeister Egon Hugenschmidt zum Bau einer Jugendherberge in Lörrach, deren Grundstein 1980 vom damaligen Kultus- und späteren baden-württembergischen Innenminister Roman Herzog gelegt und deren Eröffnung durch Bundespräsident Karl Carstens 1982 vollzogen wurde. In seiner 16-jährigen Amtszeit als Vorsitzender des Landesverbandes Baden erfolgte  der  weitere Ausbau des Herbergsnetzes einschließlich einer deutsch-französischen Begegnungsstätte in Breisach. Im Jahr 1991 wurde Waßmer zum Ehrenvorsitzenden des Landesverbandes Baden-Württemberg ernannt.
Auch war er Mitbegründer der Bürgerstiftung in Rheinfelden.

## Ehrungen
- 1980: Richard-Schirrmann-Medaille des deutschen Jugendherbergswerkes
- 1981: Verdienstmedaille des Landes Baden-Württemberg
- 1981: Bundesverdienstkreuz erster Klasse
- 2015: Benennung der Lörracher Jugendherberge als Hellmut Waßmer Jugendherberge[4]